# Stavanger Idrettsforening
Il Stavanger Idrettsforening è una società calcistica norvegese con sede nella città di Stavanger, parte di una polisportiva dallo stesso nome. Milita nella 3. divisjon, quarta divisione del campionato norvegese.

## Storia
Il club fu fondato il 17 settembre 1905. Fu il club dominante della zona di Stavanger fino agli anni trenta, raggiungendo in quattro circostanze le semifinali di Norgesmesterskapet. Uno dei migliori calciatori del club di quegli anni, Sverre Berg-Johannesen, fu il primo calciatore di Rogaland ad essere convocato nella Nazionale norvegese.
Per Ravn Omdal, presidente della Norges Fotballforbund dal 1987 al 1992 e attualmente vicepresidente dell'UEFA, iniziò la carriera da calciatore allo Stavanger. Nel 2009 militò in Adeccoligaen, seconda divisione del calcio norvegese, ma retrocesse nello stesso anno.

## Allenatori
- 2003  Tony Knapp
- 2006  Roger Nilsen
- 2007-2009  Cato André Hansen
- 2010  Kristian Sørli
- 2013-oggi  Bo Andersen[1]

## Palmarès

### Competizioni nazionali
- 2. divisjon: 1

2008 (gruppo 3)

### Altri piazzamenti
- Coppa di Norvegia:

Semifinalista: 1912, 1914, 1929, 1930
- 2. divisjon:

Secondo posto: 2007 (gruppo 3)